# Ronaldo Vieira Bento
Ronaldo Vieira Bento (Salvador, 1977) é um político brasileiro. Foi Ministro da Cidadania no governo Jair Bolsonaro até 31 de dezembro de 2022.

## Vida
Servidor de carreira do Executivo Federal, professor universitário da Faculdade de Direto Mackenzie, ex-ministro da Cidadania (Desenvolvimento Social e Esportes); mestre em Direito Econômico e Desenvolvimento; especialista em Direito Público.

## Carreira Política
Assumiu o Ministério da Cidadania, apos a licença de João Roma para ser candidato ao Governo da Bahia.
Filiou ao Republicanos em Junho de 2023.